# Suurisaari (ö i Finland, Södra Karelen, Villmanstrand, lat 61,19, long 27,56)
Suurisaari är en ö i Finland. Den ligger i sjön Säynjärvi och i kommunen Savitaipale i den ekonomiska regionen  Villmanstrands ekonomiska region  och landskapet Södra Karelen, i den södra delen av landet, 180 km nordost om huvudstaden Helsingfors. Öns area är 5,3 hektar och dess största längd är 420 meter i öst-västlig riktning.